# República de Sonora
La República de Sonora fue una república proclamada independiente y de corta duración gobernada y proclamada por el filibustero William Walker en 1854. Estuvo compuesta por los actuales estados de México de Baja California, Baja California Sur y Sonora. Tenía su sede en Baja California, que también reclamaba (pero nunca controló) a Sonora. La república se proclamó el 10 de enero de 1854 en el Fuerte McKibbin y se disolvió el 8 de mayo de 1854 cuando William Walker y su ejército decidieron entregarse a las autoridades estadounidenses.
Fue proclamada independiente por supuestas "razones de Walker", que según el beneficiaría ser independiente porque el gobierno mexicano no le daba la atención necesaria a dichos estados de la república y que si fuera independiente pudiera manejar mejor sus recursos, pero su verdadero propósito era la anexión a los Estados Unidos de América.

## Historia
Después de que William Walker retrocediera a Ensenada y en las ruinas de la Misión San Vicente Ferrer se proclama la República de Sonora, proclamado a Baja California y Sonora como una república. Posteriormente izó una bandera de dos franjas rojas y una blanca con dos estrellas (que representan a Baja California y Sonora) en la franja blanca.

Bandera izada por William Walker con dos estrellas que representan la República de Baja California y Sonora.

William Walker decidió hacer realidad la incorporación de Sonora a la denominada República de Sonora, iniciando una expedición con cien hombres, dos cañones, unas mulas de carga, y cien cabezas de ganado. William Walker quedó expuesto a los hostiles indios de las sierras y del delta del Colorado, que durante el trayecto hasta esa afluente y de regreso a la costa del Pacífico le fueron hurtando el ganado que llevaba como provisiones. Es de destacar la participación de grupos indígenas en la estrategia de guerrillas organizada por Antonio María Meléndrez.
A inicios de mayo de 1854, los 32 filibusteros que aún seguían a Walker, tras negociaciones con el capitán Henry Stanton Burton, decidieron entregarse a las autoridades estadounidenses y no presentar su rendición a Meléndrez. Así, el 8 de mayo de 1854, cumpleaños número 30 de Walker, se entregaron mientras que desde el lado mexicano, Meléndrez y sus hombres observaban lo que sucedía, dando fin a la República de Sonora.

## Gobierno
La República de Sonora no usó el mismo código civil que tenía cuando era estado de México, sino que utilizaba el de la República de Baja California, pero que sin embargo no era propio, sino que era usado por el estado de Louisiana, ya que cuando el filibustero William Walker era presidente de la antigua república, en noviembre de 1853, estableció: "Desde ahora y en adelante a esta fecha, el código civil y el código de procedimientos del estado de Louisiana se acatarán para el gobierno y ley en tanto que las cortes de la república son organizados". El código de Louisiana fue elegido porque tenía una legislación esclavista, a comparación si hubiera sido elegido el de California u otro estado que no tuviera dicha legislación, ya que su propósito verdadero de "la nueva república" era traer a la unión americana como un estado esclavista más. Se considera que este decreto es un indicador de la situación política del proyecto filibustero de Walker, y probablemente no se refiera a que en lo concreto se pensara en que el objetivo fuera introducir esclavos en la nueva república desde África o de algunas de las antiguas colonias antillanas.